# Hilton Grand Vacations

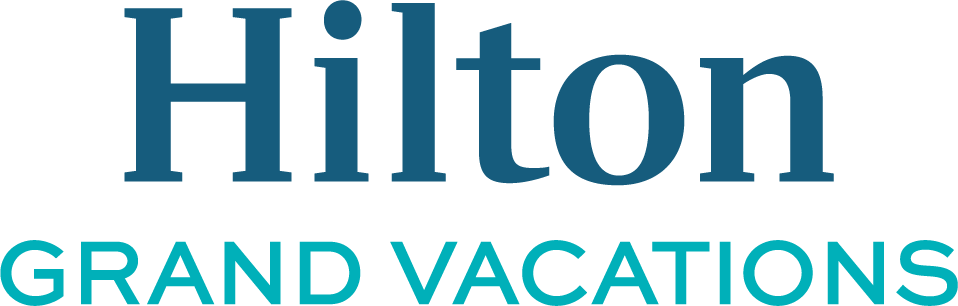
Logo von Hilton Grand Vacations

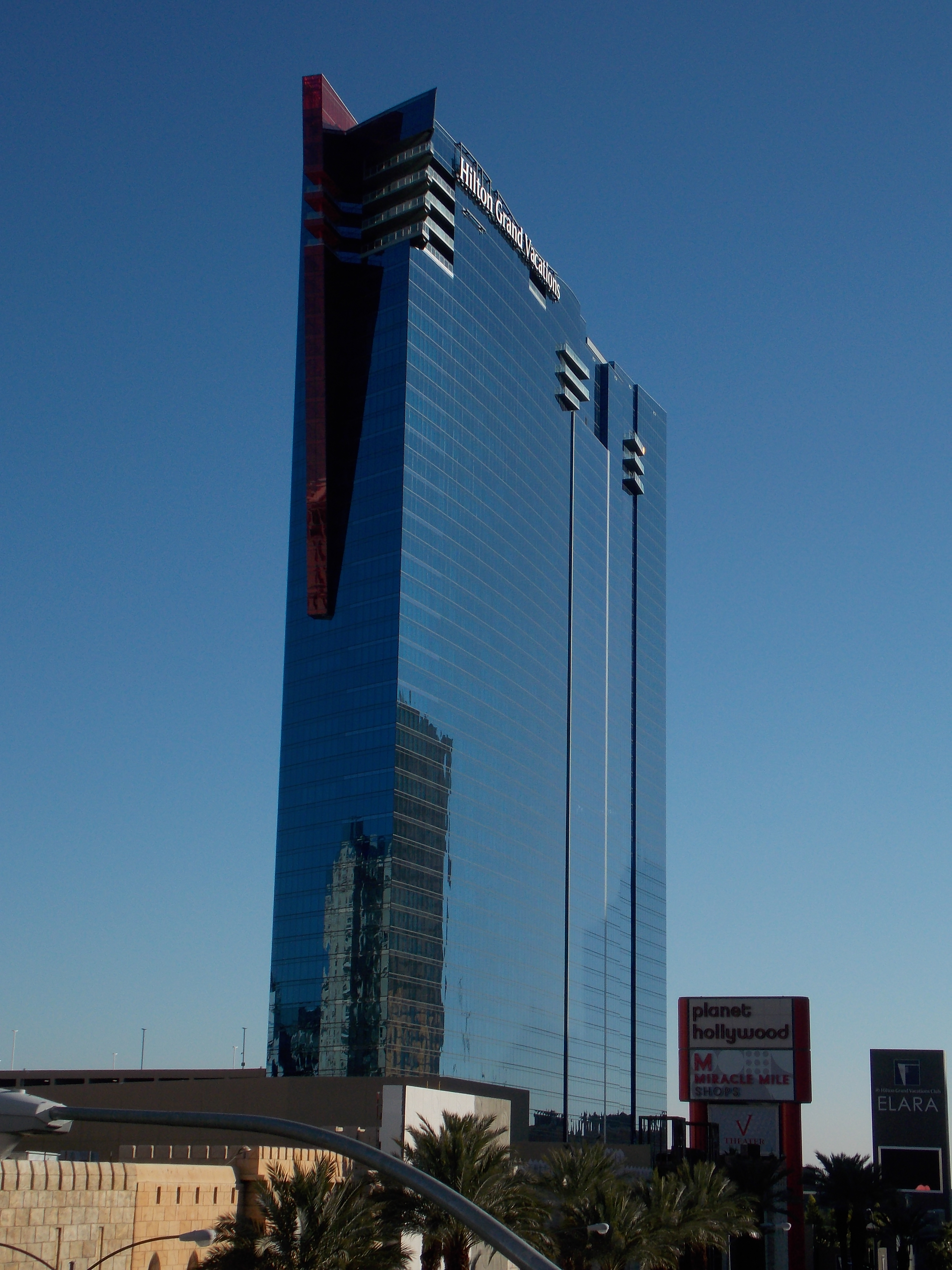
Hotel Elara von Hilton Grand Vacations in Las Vegas

Hilton Grand Vacations Inc. ist ein Unternehmen aus der Branche Hotels und Time-Sharing mit Sitz in Orlando, Florida, USA. Die Gründung erfolgte 1992. Es betreibt Hotels unter anderem in Las Vegas, Nevada, Oʻahu, Hawaii, New York, Marco Island, Florida und Sanibel Island. Es war früher eine hundertprozentige Tochtergesellschaft von Hilton Hotels (heute Hilton Worldwide), bis es gemeinsam mit Park Hotels & Resorts in zwei eigenständige, börsennotierte Unternehmen ausgegliedert wurde.
Hilton Grand Vacations entwickelt, verwaltet, vermarktet und betreibt ein System von Ferienclub-Ressorts mit Markennamen. Ressort-Villen sind im gemeinsamen Besitz der Mitglieder, die die Immobilien für einen begrenzten Zeitraum exklusiv nutzen (auch als Time-Sharing bezeichnet).
Die HNA Group, die nach dem Spin-off von Hilton Worldwide weiterhin größter Aktionär war, verkaufte im Jahr 2018 ihren Anteil an Hilton Grand Vacations.